# Relax (ブラックビスケッツの曲)
「Relax」（リラックス）は、音楽ユニット・ブラックビスケッツの3枚目のシングル。1998年10月21日にBMG JAPAN（現・ソニー・ミュージックレーベルズ）から発売された。

## 概要
日本テレビ系バラエティ「ウッチャンナンチャンのウリナリ!!」から誕生したブラックビスケッツ。同番組の1998年10月～12月度エンディングテーマとしても使用された。
台湾では「輕鬆」というタイトルで発売された。
日本での推定売上枚数は32万7320枚（オリコン調べ）。
- 前作までとは異なり、メインボーカルは南々見狂也と天山が務めた。ビビアンはラップなどを担当している。
- ビビアンがメインボーカルを務めた、原曲よりもキーの高いバージョンも存在する。ミュージック・ビデオも製作されており[1]、自身のアルバム『LIFE』にシークレットトラックとして収録されている。
- アナログ盤も発売され[2]、番組内で天山がクラブにてアナログ盤をかけるシーンがあった。
- 歌詞に「明日できること 今日はやめよう」とあるが、これは作詞を担当した森浩美が放送作家時代に、師事していた奥山コーシンが弟子たちによく口にしていた言葉で、それを引用したものである[3]。

## 収録曲(CD)
1. Relax
作詞：森浩美&ブラックビスケッツ、作曲・編曲：小森田実
1stアルバム『LIFE』に収録。
2. Relax（オリジナル・カラオケ）

## 収録曲(台湾盤CD)
1. 輕鬆
中国語詞：VIVIAN HSU&黄大軍（中国語版）&謝銘祐（英語版、中国語版）
2. 輕鬆（REMIX）
Remix：佐藤雅彦
1stアルバム『LIFE』に収録。
3. 輕鬆（オリジナル・カラオケ）

## 収録曲(アナログ12インチ盤)

### Side A
1. Relax (Original Japanese Mix)
2. Relax (Dub's Real Relax Remix)

### Side B
1. Relax (Original Taipei Mix)
2. Relax (Dub's Hard House Dub)